# از زیبر
از زیبر یک منطقهٔ مسکونی در عراق است که در استان اربیل واقع شده‌است.